# FC Rouen
Câu lạc bộ bóng đá de Rouen 1899 (phát âm tiếng Pháp: [ʁwɑ̃]; thường được gọi đơn giản là Rouen) là một câu lạc bộ bóng đá Pháp có trụ sở tại Rouen. Câu lạc bộ được thành lập vào năm 1899. Rouen đã chơi các trận đấu trên sân nhà tại Sân vận động Robert Diochon; được đặt theo tên của Robert Diochon, một cầu thủ lịch sử có ảnh hưởng trong thời kỳ đầu của câu lạc bộ. Đội bóng được dẫn dắt bởi cựu cầu thủ bóng đá Éric Garcin và được chỉ huy bởi hậu vệ Pierre Vignaud. Rouen được biết đến với cái tên Les Diabled Rouges (Quỷ đỏ) và đã có từ năm 1903.
Bộ phận bóng đá của Rouen được thành lập vào năm 1899, nhưng chính câu lạc bộ được thành lập vào năm 1896 như một câu lạc bộ bóng bầu dục. Câu lạc bộ đã đạt được vị thế chuyên nghiệp vào năm 1933 và đã trải qua 19 mùa giải ở giải hạng nhất của bóng đá Pháp và 36 ở giải hạng hai. Danh dự cao nhất của Rouen cho đến nay là giành được hạng hai vào năm 1936. Vào năm 1940 và 1945, câu lạc bộ đã giành chức vô địch giải đấu của Pháp, tuy nhiên, do giải đấu được điều hành trong Thế chiến II và không thuộc thẩm quyền của Liên đoàn bóng đá Pháp, các danh hiệu này không chính thức. Rouen cũng đã đạt đến đẳng cấp châu Âu, thi đấu trong mùa giải 1969-70 của Hội chợ liên thành phố, nơi đội bị đánh bại bởi nhà vô địch cuối cùng Arsenal 1-0 ở vòng thứ ba.
Ngoài Robert Diochon, Rouen đã sản xuất một loạt các cầu thủ đóng góp cho đội tuyển quốc gia Pháp trong những năm đầu của đội. Một trong những cầu thủ đáng chú ý hơn là Edmond Delfour và Jean Nicolas. Delfour đã có 41 lần ra sân cùng đội tuyển quốc gia từ năm 1929-38 và tham gia ba kỳ World Cup 1930, 1934 và 1938. Anh là một trong năm cầu thủ đã xuất hiện trong cả ba kỳ World Cup trước chiến tranh. Delfour sau đó tiếp tục dẫn dắt Rouen từ năm 1940-1945 trong giải vô địch thời chiến không chính thức. Nicolas đã dành toàn bộ sự nghiệp của mình với Rouen và xuất hiện trong 25 trận đấu ghi 21 bàn với đội tuyển quốc gia từ năm 1933-1938. Trong thời đại ngày nay, mục tiêu đầu ra của Nicolas trong bảng xếp hạng thứ mười nhân vật thời đại và trung bình anh ấy vào vị trí thứ ba.

## Lịch sử
Câu lạc bộ bóng đá de Rouen 1899 được thành lập dưới tên Football Club de Rouen vào năm 1896 bởi một thương gia người Anh được biết đến với tên họ Willing. Câu lạc bộ ban đầu được thành lập như một câu lạc bộ bóng bầu dục. Rouen đã dành ba mùa chủ yếu chơi môn thể thao bóng bầu dục trước khi bóng đá hiệp hội được giới thiệu cho câu lạc bộ vào năm 1899. Vào ngày 11 tháng 7 năm 1899, câu lạc bộ chính thức công bố giới thiệu một phần bóng đá. Phần bị ảnh hưởng chủ yếu bởi ccau62 thủ Robert Diochon, khi được tạo ra, được đưa vào giải đấu khu vực, Normandie Championnat, bởi USFSA. Năm 1903, câu lạc bộ có được biệt danh Les Diabled Rouges (Quỷ đỏ). Năm 1910, Diochon làm chủ tịch của câu lạc bộ. Dưới triều đại của Diochon, Rouen đã giành được Normandie Championnat trong năm mùa liên tiếp từ 1909-1914. Sau Thế chiến I và sự tan rã của USFSA, Rouen bắt đầu chơi ở Normandie Division d'Honneur. Từ 1919-1933, câu lạc bộ đã vô địch tám lần và được dẫn dắt bởi tiền đạo Jean Nicolas. Năm 1925, Rouen lọt vào trận chung kết Coupe de France. Trong trận chung kết, câu lạc bộ phải đối mặt với CASG Paris và bị đánh bại 3-2 trong trận lượt về của trận chung kết. Trận lượt đi đã kết thúc với tỷ số hòa 1-1, phải thi đấu trận lượt về.
Vào tháng 7 năm 1930, Hội đồng Quốc gia Liên đoàn bóng đá Pháp đã bầu 128-20 để ủng hộ sự chuyên nghiệp trong bóng đá Pháp. Rouen là một trong số những câu lạc bộ áp dụng đạo luật mới và sau đó, trở nên chuyên nghiệp. Câu lạc bộ được đưa vào giải hạng hai và kết quả là trở thành thành viên sáng lập của Giải hạng 2. Trong mùa khai mạc của giải đấu, Rouen đứng thứ 3. Trong mùa giải thứ hai của giải đấu, câu lạc bộ đã kết thúc với tư cách là nhà vô địch, do đó kiếm được thăng hạng cho Giải hạng 1. Trong mùa giải đầu tiên của Rouen ở Giải hạng 1, câu lạc bộ đã bất ngờ kết thúc ở vị trí thứ 4. Câu lạc bộ cũng lọt vào bán kết Coupe de France năm đó. Rouen ở lại Giải hạng 1 cho đến khi Thế chiến II bắt đầu cuộc thi. Sau chiến tranh, bóng đá chuyên nghiệp trở lại và Rouen trở lại Giải hạng 1. Câu lạc bộ chỉ trải qua hai mùa giải trong giải đấu trước khi rơi xuống Giải hạng 2 sau khi kết thúc cái chết cuối cùng trong mùa giải 1946-47. Rouen đã trải qua 13 mùa giải tiếp theo chơi ở giải hạng hai. Năm 1953, Diochon qua đời và nhiệm kỳ chủ tịch được trao lại cho Auguste Duchêne. Dưới thời Duchêne, Rouen trở lại Phân khu 1 năm 1960 và kết thúc ở vị trí thứ 4 trong mùa giải đầu tiên của câu lạc bộ. Rouen vẫn kiên định trong bảng trong hai mùa tiếp theo trước khi rơi xuống nửa dưới của bảng vào năm 1963. Sau khi kết thúc ở nửa dưới trong năm mùa liên tiếp, Rouen đã bị Liên đoàn bóng đá Pháp buộc phải xuống hạng sau khi câu lạc bộ từ bỏ vị thế chuyên nghiệp do vấn đề tài chính và hành chính.
Ngoài ba năm hoạt động ở Giải hạng 1 từ 1982-1985, Rouen không duy trì được vị trí nhất quán trong phân khu đầu tiên kể từ khi từ bỏ vị thế chuyên nghiệp. Từ 1970-1994, câu lạc bộ đã dành phần lớn cuộc đời của mình để chơi trong Giải hạng 2. Năm 1995, câu lạc bộ đã nộp đơn xin phá sản và sau đó đổi tên thành Grand FC Rouen. Kết quả của việc nộp đơn phá sản, câu lạc bộ đã xuống hạng hành chính để trở thành Championnat National, cấp độ thứ ba của bóng đá. Năm 1997, Rouen bị xuống hạng ở giải nghiệp dư Championnat de France và, trong mùa giải tiếp theo, được chơi ở giải hạng năm. Năm 1999, Rouen, với tư cách là một câu lạc bộ nghiệp dư, đã lọt vào tứ kết Coupe de France.
Vào tháng 7 năm 2000, chủ tịch mới của câu lạc bộ René Bertin đã thay đổi tên câu lạc bộ thành hình thức hiện tại. Câu lạc bộ đã trải qua một sự tái sinh và, sau ba mùa, đã trở lại chơi trong hệ thóng quốc gia. Trong mùa giải 2002-03, Rouen đã hoàn thành hạng 3 tại National và kết quả là, được thăng hạng trở lại Phân khu 2, bây giờ được gọi là Ligue 2. Sự trở lại như một bộ trang phục chuyên nghiệp của câu lạc bộ là ngắn ngủi khi Rouen trải qua một mùa giải thảm họa trong giải đấu, cuối cùng xuống hạng. Một sự xuống hạng tiếp theo từ National đã xảy ra trong mùa giải tiếp theo và Rouen đã trở lại giải hạng tư. Vào năm 2008, câu lạc bộ đã phải chịu đựng những vấn đề tài chính nghiêm trọng, dẫn đến việc câu lạc bộ này bị DNCG xuống hạng 2 bởi giải đấu nghiệp dư Championnat de France 2. Tuy nhiên, sau khi kháng cáo thành công cho tổ chức, Rouen đã được đưa trở lại vào bộ giải hạng tư. Câu lạc bộ, sau đó, đã hoàn thành đầu tiên trong nhóm của nó và được thăng cấp trở lại Quốc gia.
Trong mùa giải 2012-13, Rouen xếp hạng 5 tại Championnat National, nhưng họ đã bị rớt xuống hạng sáu, Division d'Honneur, do sự cố tài chính nghiêm trọng của công ty quản lý.
Vào tháng 4 năm 2015, U.S Quevilly đã cùng với FC Rouen thành lập U.S Quevilly-Rouen Métropole, thay thế Quevilly của Hoa Kỳ trong Giải vô địch nghiệp dư Championnat de France cho mùa giải 2015-16. Đây không phải là một sự hợp nhất thẳng, vì FC Rouen tiếp tục tồn tại như một thực thể riêng biệt với các đội của riêng mình, trong khi thực thể chung mới kết hợp màu sắc và biểu tượng của FC Rouen vào bộ dụng cụ và logo của nó.
Vào năm 2017, FC Rouen đã được thăng hạng từ Division d'Honneur Normandie và hiện đang chơi trong The Championnat De Nationale 3.. Trong mùa giải 2017/2018, Rouen đảm bảo sự sống còn của họ trong giải vô địch quốc gia 3 vào ngày cuối cùng.

## Danh hiệu
- Division 1
  - Champions (1): 1945 (unofficial)
- Division 2
  - Champions (1): 1936
- Championnat de France amateur
  - Winners (1): 2009 (Group D)
- Coupe de France
  - Runners-up (1): 1925
- Coupe de la Ligue
  - Runners-up (1): 1964
- Division d'Honneur (Normandy)
  - Champions (7): 1922, 1924, 1927, 1930, 1931, 1932, 1933
- USFSA Normandy League
  - Champions (5): 1910, 1911, 1912, 1913, 1914